# Blackett (månekrater)
Blackett er et nedslagskrater på Månen. Det befinder sig på Månens bagside, bag den sydvestlige rand, og er opkaldt efter den engelske fysiker Patrick M.S. Blackett (1897 – 1974).
Navnet blev officielt tildelt af den Internationale Astronomiske Union (IAU) i 1979. 
Krateret observeredes første gang i 1965 af den sovjetiske rumsonde Zond 3.

## Omgivelser
Blackettkrateret ligger lige på den anden side af den ydre, sydøstlige ring, som omgiver det umådelige Mare Orientale-bassin. 

## Karakteristika
Dannelsen af det store mare har påvirket Blackett, så det indeholder mange fure-lignende dannelser, som kommer fra nordvestlig retning. Meget af krateret er formet af "udkastninger" fra dannelsen af maret, særligt langs den vestlige halvdel af krateret.
Generelt er dette krater stærkt eroderet. Det har adskillige kratere liggende over den sydlige rand, og mindre kratere er dannet over den vestlige og nordvestlige rand. Kraterbunden er gjort ujævn af udkastninger, så kun dele af det sydvestlige hjørne er forblevet relativt jævne.

## Satellitkratere
De kratere, som kaldes satellitter, er små kratere beliggende i eller nær hovedkrateret. Deres dannelse er sædvanligvis sket uafhængigt af dette, men de får samme navn som hovedkrateret med tilføjelse af et stort bogstav. På kort over Månen er det en konvention at identificere dem ved at placere dette bogstav på den side af satellitkraterets midte, som ligger nærmest hovedkrateret. Blackettkrateret har følgende satellitkratere:
| Blackett | Længde  | Bredde   | Diameter |
| -------- | ------- | -------- | -------- |
| N        | 39,9° S | 116,2° V | 23 km    |

## Måneatlas
- Billeder af Blackettkrateret i LPI-måneatlasset